# Кратошия
Кратошия - сорт винограду, який вирощують у Чорногорії, Македонії та Далмації.
Після сорту Вранц Кратошия є найпоширенішим видом винограду червоного вина в Македонії. Цей вид винограду реалізуть згідно "Проекту стратегії виноградарства та виноробства (2010-2015)".

## Історія
Сорт винограду Кратошия має давню історію в Македонії. Вважається, що на території Республіки Македонія його вирощували з давніх часів.  Тоді вино зберігали в амфорах і транспортували дворянам. Сорт був майже вимер, але вижив і винороби змогли зробити з нього якісні вина.

### Походження
Походження сорту викликала суперечки в науковому світі. Вважають, що генетичне походження Кратоши таке саме, як і у примітивних сортів, такі як каста зінфанделя або ожини  .

## Походження терміна
За Звоніміром Будимировичем, ім'я  Кратошия виникло з слов'янського античного вина "Akrato", тобто з слов'янського  Akrato сусла - «Akrato-Шир».

## Виноградники
Виноградна лоза Кратошия зустрічається по всій Македонії  і рекомендована в регіоні Повардар'є та на винограднику Куманово.

## Лоза
Грона  цього сорту середні, конічні та циліндричні за формою, помірно щільні або пухкі. Плоди середнього розміру з товстою шкіркою, округлі до сплющених і темно-синього кольору.

## Виноградарство
Кратошия має кращі врожаї на помірно родючих і помірно вологих грунтах. Це пізній сорт, у регіоні Повардар’є виноград дозріває у другій половині вересня, а в решті трохи пізніше.

## Вина
Із даного сорту винограду хороші сухі вина, які характеризуються інтенсивним темно-червоним кольором, гармонійним смаком, та ароматом перестиглих ягід, який зберігається довго.
Кратошия добре поєднується з іншими сортами винограду завдяки своїй гармонійній природі.

### Кавадарка
З винограду "Кратошия" виробляють одне знайстаріших вин Македонії - "Кавадарка". Воно отримало свою назву від міста Кавадарці. Це одне з дешевих вин в Македонії, воно має дуже хороший смак та якість.

## Споживання
Кавадарку та Кратошию найкраще подавати  та споживати при температурі від 16 до 18 o C. 
Кратошия чудово поєднується з старими сирами з сильними ароматами та усіма видами м’яса.  